# レスリー・キー
レスリー・キー（Leslie Kee、紀 嘉良、1971年4月5日 - 、53歳）は、シンガポール出身の写真家。東京ビジュアルアーツ写真学科卒業。名古屋ビジュアルアーツ特別顧問。所属事務所はSIGNO。
浜崎あゆみやレディー・ガガ、松任谷由実、安室奈美恵、有吉弘行など多数の芸能人を撮影したことなどで知られる写真家で、アート、ファッション、ドキュメンタリー、広告、CDジャケット、PV映像監督などの撮影を中心に日本、ニューヨーク、アジア圏で活躍している。

## 経歴
1994年から東京都で日本語を学習する。1996年、「東京写真月間1996」企画展『留学生が見たニッポン』に参加 。1997年、東京ビジュアルアーツ写真学科卒業。
1998年にフォトグラファーとしてデビューして以来、ファッション写真や広告写真を中心に、日本、ニューヨーク、アジア圏で活躍。
1999年、『VOGUE TAIWAN』でレギュラーページを担当する。
2001年から2005年までの5年間はニューヨーク暮らし。その後、アジアのトップアーティストを撮影するという個人的なライフワークを続けるために東京都に戻ってきた。
- 2001年、松任谷由実を初の写真集のために撮影。同年、その写真集『PRESENT』を発表。写真展も開催する。（原宿・アセンブリーホール）
- 2002年、浜崎あゆみのアルバムやシングルのジャケット写真、カレンダー写真などを手掛けるようになる。浜崎のアルバム『RAINBOW』のジャケット撮影はニューヨークにて行う。
- 2003年、松任谷由実のアルバム『Yuming Compositions : FACES』のジャケット撮影を行う。
- 2004年、レスリー・キー自身がクリエイティブディレクター兼発行人として、雑誌『SUPER』を創刊。
- 2005年、倖田來未のアルバムやシングルのジャケット写真、写真集などを手掛けるようになる。

2006年、松任谷正隆プロデュース「Friends Of Love The Earth」コンサートにオフィシャルフォトグラファーとして参加。また、母校である東京ビジュアルアーツに講師として招かれる。同年、スマトラ沖地震の津波被害者へのチャリティを目的として、アジアの有名人300人を撮り下ろした写真集『Super Stars』を発売し話題を呼んだ。表紙はレスリー・キー自身が最も尊敬するアーティスト・松任谷由実である。
2008年、「東京写真月間2008」アジアの写真家たちシンガポール Leslie Kee写真展「Faces of Love」開催。
- 同年、宝塚歌劇団星組公演『スカーレット・ピンパーネル』のスチール撮影を担当。以降、大作ミュージカルのスチール撮影を手掛ける。2010年からは、歌劇団の機関誌『歌劇』（宝塚クリエイティブアーツ）の表紙及び巻頭写真を担当している。

2009年、Dragon AshのATSUSHIのプロジェクト「POWER OF LIFE」に参加。
2010年、東京都で活躍する1000人のヌード写真で構成された写真集『SUPER TOKYO』を発売した。国際連合人口基金が実施する「お母さんの命を守るキャンペーン」に賛同、収益の一部が世界中のお母さんを守るために寄付される。
2011年、東北地震（東日本大震災）と津波の被害者へのチャリティを目的として、ティファニーとコラボレーションで、世界の200美しい女性達を集めた写真集『LOVE & HOPE』を発売した。
- 同年、写真展『SUPER 流行通信』『LOVE & HOPE』『FOREVER YOUNG』『SUPER LADY GAGA』『SUPER AKI KOMATSU』『SUPER AKIYAMA』を開催。

2012年、東北地震と津波の被害者へのチャリティを目的として、ANTEPRIMAとコラボレーションで、世界10各国の15名女性達を撮影したアート写真集『COLORS OF HOPE』を発売した。
- 同年、第40回APA経済産業大臣賞を受賞。
- 同年、写真展『SUPER JIN AKANISHI』『POWER PEOPLE』『COLORS OF HOPE』『SUPER A/X HOPE』『SUPER MAMA』『SUPER MIYUKI MATSUDA』『SUPER AFRICA』『SUPER AI TOMINAGA』を開催。写真集も発売する。
- 12月1日から翌年の1月6日にかけて松任谷由実の40周年記念史上最大写真展『YUMING FOREVER by LESLIE KEE』を表参道ヒルズにて開催。

2013年2月4日、六本木のギャラリーで開催されていたヌード写真展で男性器が写ったわいせつな写真集計7冊を客2人に1冊6,000円で販売した疑いに問われ刑法175条で規定されるわいせつ図画頒布罪の容疑で警視庁保安課に逮捕される。同月6日に処分保留で釈放。
2017年 『TVガイド VOICE STARS』（東京ニュース通信社）にて巻末男性声優撮り下ろし連載「SUPER VOICE STARS」がスタート（Vol.1：小野賢章、Vol.2：梅原裕一郎、Vol.3：KENN、Vol.4：島﨑信長、Vol.5：増田俊樹、Vol.6：梶裕貴、Vol.7：DearDream、Vol.8：岡本信彦、Vol.9：福山潤、Vol.10：八代拓、Vol.11：石川界人、Vol.12：中島ヨシキ、Vol.13：仲村宗悟、Vol.14：畠中祐、Vol.15：沢城千春＆武内駿輔、Vol.16：千葉翔也、Vol.17：西山宏太朗、Vol.18：（休載）、Vol.19：林勇）。また2020年秋からは同誌の別冊である『TVガイドVOICE STARS Dandyism』でも連載している（Vol.1：谷山紀章、Vol.2：津田健次郎）。
2017年12月3日に広島県で開催された「OUT IN JAPAN」の撮影会で知り合った在日アメリカ人英語教師・男性モデルのジョシュア・ヴィンセント・オッグ（Joshua Vincent Ogg）と2019年6月25日に婚約（同性結婚）。ただし、日本では同性結婚は不可能なため（詳細は「日本における同性結婚」参照）、法律上の結婚ではない。
2020年9月23日、渋谷区（東京都）から戸籍上同性カップルに男女の婚姻関係に相当する関係を認めるパートナーシップ証明書を取得した。証明書は渋谷区の50組目の同性カップルとして、渋谷区役所で長谷部健区長より受け取った。
2021年11月 髙橋屋 四代目 高橋明宏との作品撮りが行われる。

## 主な写真集
- PRESENT BY LESLIE KEE（2001年）
- SUPER ICON（2004年）
- SUPER FANTASY（2004年）
- 吉川晃司『KATHMANDU』（2004年）
- 倖田來未『MAROC』（2006年）
- Super Stars（2006年）
- リア・ディゾン『HEAVEN』（2007年）
- 斉藤工『ニッポン脱出〜1981〜』（2007年）
- 黒木メイサ『LOVE MEISA』（2009年）
- 中河内雅貴『Zodiac』（2009年）
- SUPER TOKYO（2010年）
- 倖田來未『BRAZIL』（2010年）
- 深田恭子『EXOTIQUE』（2010年）
- LOVE & HOPE（2011年）
- SUPER LADY GAGA（2011年）
- SUPER AKI KOMATSU（2011年）
- SUPER MANUEL（2011年）
- SUPER PORNSTAR（2011年）
- SUPER AKIYAMA（2011年）
- SUPER AYU（2011年）
- Boys and Dreams[B&D](2011年)
- SUPER TAKU（2012年）
- SUPER TATSUYA（2012年）
- SUPER KAZUMA（2012年）
- SUPER RYO（2012年）
- SUPER UMENO（2012年）
- SUPER POWER PEOPLE（2012年）
- SUPER JIN AKANISHI（2012年）
- COLORS OF HOPE（2012年）
- SUPER A/X HOPE（2012年）
- SUPER MAMA（2012年）
- SUPER MIYUKI MATSUDA（2012年）
- SUPER AFRICA（2012年）
- SUPER JEDWARD（2012年）
- SUPER AI TOMINAGA（2012年）
- SUPER ZUCCA（2012年）
- SUPER YOHJI YAMAMOTO issue 1（2012年）
- YUMING FOREVER（2012年）
- SUPER MIKI（2013年）
- SUPER GOH（2013年）
- SUPER DDT issue 1 (2013年）
- SUPER TOKYO RUNWAY（2013年）
- SUPER DSQUARED2（2013年）
- SUPER BARNEYS NEW YORK (2013年）
- SUPER LOVE (2013年）
- SUPER SHOW AIKAWA (2014年）
- SUPER LACOSTE (2014年）
- SUPER DDT issue 2 (2014年）
- SUPER YOHJI YAMAMOTO issue 2（2014年）
- SUPER KEITA MARUYAMA (2014年）
- 橋本環奈『LITTLE STAR ~KANNA 15~』（2014年）
- 山本彩『HYPER VISUAL BOOK SY』（2015年）
- SUPER YOHJI YAMAMOTO issue 3（2015年）
- SUPER TGC (2015年）
- SUPER Y-3 ADIDAS (2015年）
- SUPER RENT (2015年）
- SUPER JARU JARU (2015年）
- SUPER JUNYA WATANABE COMME DES GARCONS (2015年）
- SUPER YOHJI YAMAMOTO issue 4（2016年）
- SUPER ANNA SUI (2016年）
- SUPER ERIKA SAWAJIRI (2016年）
- SUPER YOSHIKI (2016年）
- JIYOUNG 『美 Gently』（2016年）

## 写真展
- PRESENT BY LESLIE KEE (2001年8月)
- SUPER ICON/SUPER FANTASY（2005年2月）
- SUPER STARS（2006年11月）
- SUPER STARS in OSAKA（2006年12月）
- SUPER STARS in HONG KONG（2007年2月）
- SUPER STARS in SINGAPORE（2007年5月）
- FACES OF LOVE（2008年6月）
- SUPER TOKYO（2010年4月）
- MUSE OF TOKYO BY LESLIE KEE（2010年8月）
- TOKYO LOVE STORY BY LESLIE KEE（2010年11月）
- SUPER 流行通信 （2011年2月）
- SUPER 流行通信 in MILAN（2011年4月）
- SUPER 流行通信 in OSAKA（2011年5月）
- LOVE & HOPE（2011年5月）
- MUSIC BY LESLIE KEE（2011年8月）
- LOVE & HOPE + FIVE in HONG KONG（2011年9月）
- SUPER MIYUKI MATSUDA（2011年10月）
- FOREVER YOUNG（2011年11月）
- SUPER LADY GAGA（2011年11月）
- SUPER AKI KOMATSU（2011年11月）
- SUPER AKIYAMA（2011年11月）
- POWER PEOPLE BY LESLIE KEE（2012年2月）
- SUPER JIN AKANISHI（2012年2月）
- COLORS OF HOPE（2012年3月）
- SUPER A/X HOPE（2012年3月）
- SUPER MAMA（2012年4月）
- SUPER AFRICA（2012年5月）
- SUPER AI TOMINAGA（2012年7月）
- SUPER ZUCCA（2012年9月）
- SUPER YOHJI YAMAMOTO（2012年9月）
- YUMING FOREVER（2012年12月）
- SUPER DSQUARED2（2013年3月）
- SUPER BARNEYS NEW YORK (2013年８月）
- SUPER LOVE（2013年10月）
- SUPER KEITA MARUYAMA (2014年８月）
- 歌劇 2010-2014 -100th TAKARAZUKA REVUE-  (2015年1月）
- SUPER TGC (2015年４月）
- OUT IN JAPAN x GAP (2015年４月）
- SUPER Y-3 ADIDAS (2015年６月）
- SUPER YOHJI YAMAMOTO issue 3（2015年９月）
- JIYOUNG 『美 GENTLE』（2016年６月）
- OUT IN JAPAN x 1000 LGBT (2016年７月）
- SUPER YOHJI YAMAMOTO issue 4（2016年９月）

## 主なCDジャケット作品
- AI
  - 『VIVA A.I.』（2009年）
- 相川七瀬
  - 『tAttoo』（2009年）
  - 『NANASE AIKAWA BEST ALBUM "ROCK or DIE"』（2010年）
  - 『ヒカリノミ』（2012年）
  - 『今事記』（2013年）
  - 『Treasure Box -Tetsuro Oda Songs-』（2015年）
- 安藤裕子
  - 『JAPANESE POP』（2010年）
- 杏里
  - 『tears of anri』（2007年）
  - 『ANRI AGAIN〜Best Of Myself（2009年）
  - 『Heart to Heart 〜with you〜』（2011年）
  - 『FUN TIME』（2017年）
- いきものがかり
  - 『ブルーバード』（2009年）
- AKB48
  - 『恋するフォーチュンクッキー』（2013年）
- EXILE & 倖田來未
  - 『WON'T BE LONG』（2006年）
- N.E.R.D
  - 『SEEING SOUNDS』（2008年）
- FTISLAND
  - 『THE SINGLES COLLECTION』（2013年）
- EPO
  - 『愛を 〜LOVE IS ON〜』（2015年）
- 荻野目洋子
  - 『Dear Pop Singer.』（2014年）
  - 『ダンシング・ヒーロー ジ・アーカイブス』（2017年）
- Kis-My-Ft2
  - 『Thank youじゃん!』（2014年）
  - 『Kis-My-Journey』（2014年）
  - 『Kiss魂』（2015年）
  - 『AAO』（2015年）
  - 『最後もやっぱり君』（2015年）
  - 『KIS-MY-WORLD』（2015年）
  - 『Gravity』（2016年）
  - 『Sha la la☆Summer Time』（2016年）
  - 『I SCREAM』（2016年）
- 杏子
  - 『ENAMEL』（2008年）
  - 『JUST』（2010年）
  - 『JUSTESS』（2010年）
  - 『ACROSS』（2016年）
- 黒木メイサ
  - 『LOL!』（2010年）
  - 『MAGAZINE』（2011年）
  - 『One More Drama』（2011年）
  - 『Wired Life』（2007年）
- ケイコ・リー
  - 『Love XX』（2015年）
- CHEMISTRY
  - 『fo(u)r』（2005年）
- 倖田來未
  - 『Black Cherry』（2006年）
  - 『BEST 〜second session〜』（2006年）
  - 『4 hot wave』（2006年）
  - 『愛のうた』（2007年）
  - 『BEST 〜third universe〜』（2010年）
- Juice=Juice
  - 『微炭酸/ポツリと/Good bye & Good luck!（2019年）
- 鈴木亜美
  - 『Fantastic』（2006年）
- SMAP
  - 『Top Of The World/Amazing Discovery』（2014年）
- 玉置浩二
  - 『サーチライト』（2013年）
  - 『GOLD』（2014年）
- 超新星
  - 『SIX』（2013年）
- T.M.Revolution
  - 『UNDER:COVER』（2006年）
  - 『UNDER:COVER 2』（2013年）
- 東京スカパラダイスオーケストラ
  - 『ツギハギカラフル』（2019年）
- DREAMS COME TRUE
  - 『MY TIME TO SHINE』（2012年）
- 中島美嘉
  - 『明日世界が終わるなら』（2012年）
- 長渕剛
  - 『絆 -KIZUNA-』（2010年）
  - 『TRY AGAIN』（2010年）
- バニラビーンズ
  - 『マスカット・スロープ・ラブ』（2013年）
- 浜崎あゆみ
  - 『Daybreak』（2002年）
  - 『ayu-mi-x 4 + selection』（2002年）
  - 『RAINBOW』（2002年）
  - 『&』（2003年）
  - 『Memorial address』（2003年）
  - 『INSPIRE』（2004年）
  - 『MY STORY』（2004年）
  - 『Startin'/Born To Be...』（2006年）
  - 『Secret』（2006年）
  - 『FIVE』（2011年）
  - 『how beautiful you are』（2012年）
  - 『Party Queen』（2012年）
  - 『A SUMMER BEST』（2012年）
- 早見優
  - 『Delicacy of Love』（2016年）
- 春畑道哉
  - 『Play the Life』（2016年）
- 氷川きよし
  - 『氷川きよし・演歌名曲コレクション10 〜浪曲一代〜』（2009年）
  - 『浪曲一代』（2009年）
  - 『氷川きよし・演歌名曲コレクション11 〜ときめきのルンバ〜』（2009年）
  - 『ときめきのルンバ』（2009年）
  - 『氷川きよし・演歌名曲コレクション12 〜三味線旅がらす〜』（2010年）
  - 『三味線旅がらす』（2010年）
- BIGBANG
  - 『ALIVE -MONSTER EDITION-』（2012年）
- 平井堅
  - 『いつか離れる日が来ても』（2008年）
- 平原綾香
  - 『ケロパック』（2010年）
- ヒラリー・ダフ
  - 『DIGNITY』（2007年）
- ビヨンセ
  - 『The Beyonce Experience』（2008年）
- 福耳
  - 『DANCE BABY DANCE/夏はこれからだ!』（2008年）
- Flower
  - 『白雪姫』（2013年）
- 松任谷由実
  - 『Yuming Compositions : FACES』（2003年）
  - 『Still Crazy For You』（2006年）
  - 『Knockin' At The Door』（2006年）
  - 『人魚姫の夢』（2007年）
  - 『シャツを洗えば』（2009年）
  - 『ダンスのように抱き寄せたい/バトンリレー』（2010年）
  - 『Road Show』（2011年）
  - 『恋をリリース』（2012年）
  - 『POP CLASSICO』（2013年）
  - 『日本の恋と、ユーミンと。』（2012年）
  - 『宇宙図書館』（2016年）
  - 『ユーミンからの、恋のうた。』（2018年）
- 宮本笑里
  - 『birth』（2015年）
- モーニング娘。
  - 『モーニング娘。’14 カップリングコレクション2』（2014年）
- 薬師丸ひろ子
  - 『歌物語』（2011年）
  - 『時の扉』（2013年）
- 山下智久
  - 『LOVE CHASE』（2012年）
  - 『エロ』（2012年）
- ロイ・チウ（邱澤）
  - 『REMEMBER』（2007年）
- 渡辺美里
  - 『ニューワールド 〜新しい世界へと〜』（2010年）

## 著作
- 「SUPERな写真家（アイデアインク 08）」（2013年9月26日発行、朝日出版社）

## 関連事項
- メイプルソープ事件